# Luisa Abel
Luisa Abel (...) è una truccatrice statunitense, candidata al Premio Oscar al miglior trucco e acconciatura per Oppenheimer. 

## Biografia
Nata e cresciuta in Sud America, Luisa Abel ha iniziato a lavorare come truccatrice cinematografica nel 1992 con il film Detective Stone. Successivamente, ha partecipato alla produzione di Love & Sex, L'uomo senza ombra, High Crimes - Crimini di stato, Prova a prendermi e 21 grammi. Nel 2010 ha iniziato a collaborare con Christopher Nolan in Inception. Ha inoltre collaborato con il regista a Il cavaliere oscuro - Il ritorno, Interstellar, Dunkirk, Tenet e Oppenheimer. Per quest'ultimo film, è stata candidata al Premio Oscar al miglior trucco e acconciatura. 

## Filmografia

### Cinema
- Detective Stone (Split Second), regia di Tony Maylam e Ian Sharp (1992)
- Big Fish - Sparando al pesce (Big Fish), regia di Stefan Schwartz (1997)
- Bad City Blues, regia di Michael Stevens (1999)
- Love & Sex, regia di Valerie Breiman (2000)
- Profezie di morte (The Prophet's Game), regia di David Worth (2000)
- L'uomo senza ombra (Hollow Man), regia di Paul Verhoeven (2000)
- Due gemelle a Londra (Winning London), regia di Craig Shapiro (2001)
- Human Nature, regia di Michel Gondry (2001)
- Ragazze al limite (Beyond the City Limits), regia di Gigi Gaston (2001)
- High Crimes - Crimini di stato (High Crimes), regia di Carl Franklin (2002)
- Prova a prendermi (Catch Me If You Can), regia di Steven Spielberg (2002)
- American Splendor, regia di Shari Springer Berman e Robert Pulcini (2003)
- 21 grammi (21 Grams), regia di Alejandro González Iñárritu (2003)
- Sin - Peccato mortale (Sin), regia di Michael Stevens (2003)
- Cursed - Il maleficio (Cursed), regia di Wes Craven (2005)
- Shackles - Benvenuti alla scuola dei duri (Shackless), regia di Charles Winkler (2005)
- Domino, regia di Tony Scott (2005)
- Hollywoodland, regia di Allen Coulter (2006)
- Spider-Man 3, regia di Sam Raimi (2007)
- 1408, regia di Mikael Håfström (2007)
- La guerra di Charlie Wilson (Charlie Wilson's War), regia di Mike Nichols (2007)
- Drag Me to Hell, regia di Sam Raimi (2009)
- Hesher è stato qui (Hesher), regia di Spencer Susser (2010)
- Inception, regia di Christopher Nolan (2010)
- Thor, regia di Kenneth Branagh (2011)
- This Must Be the Place, regia di Paolo Sorrentino (2011)
- Il cavaliere oscuro - Il ritorno (The Dark Knight Rises), regia di Christopher Nolan (2012)
- Di nuovo in gioco (Trouble with the Curve), regia di Robert Lorenz (2012)
- Don Jon, regia di Joseph Gordon-Levitt (2013)
- Transcendence, regia di Wally Pfister (2014)
- Interstellar, regia di Christopher Nolan (2014)
- American Sniper, regia di Clint Eastwood (2014)
- L'ultima parola - La vera storia di Dalton Trumbo (Trumbo), regia di Jay Roach (2015)
- Sully, regia di Clint Eastwood (2016)
- Billy Lynn - Un giorno da eroe (Billy Lynn's Long Halftime Walk), regia di Ang Lee (2016)
- Dunkirk, regia di Christopher Nolan (2017)
- Ore 15:17 - Attacco al treno (The 15:17 to Paris), regia di Clint Eastwood (2017)
- Red Sparrow, regia di Francis Lawrence (2018)
- Il corriere - The Mule (The Mule), regia di Clint Eastwood (2018)
- Cena con delitto - Knives Out (Knives Out), regia di Rian Johnson (2019)
- Gemini Man, regia di Ang Lee (2019)
- Tenet, regia di Christopher Nolan (2020)
- Red Notice, regia di Rawson Marshall Thurber (2021)
- Air - La storia del grande salto (Air), regia di Ben Affleck (2023)
- Oppenheimer, regia di Christopher Nolan (2023)
- Twisters, regia di Lee Isaac Chung (2024)

### Televisione
- Deadly Summer, regia di Ian Emes - film TV (1997)
- Heaven on Earth, regia di Stuart Orme - film TV (1998)
- An Evil Streak - serie TV (1999)
- The Ponder Heart, regia di Martha Coolidge - film TV (2001)
- Low Winter Sun - serie TV, episodio 1x01 (2013)
- Obi-Wan Kenobi - miniserie TV, 4 episodi (2022)

### Cortometraggi
- How's My Driving, regia di Jason Eric Perlman (2004)

## Riconoscimenti
- Premio Oscar
  - 2024 - Candidatura al miglior trucco e acconciatura per Oppenheimer
- Premio BAFTA
  - 2024 - Candidatura al miglior trucco e acconciatura per Oppenheimer
- David di Donatello
  - 2012 - Miglior truccatore per This Must Be the Place
- Saturn Award
  - 2024 - Candidatura al miglior trucco per Oppenheimer